# Symphysodon longicuspis
Symphysodon longicuspis är en bladmossart som beskrevs av Brotherus 1906. Symphysodon longicuspis ingår i släktet Symphysodon och familjen Pterobryaceae. Inga underarter finns listade i Catalogue of Life.